# Hydrobia newtoni
Hydrobia newtoni is een slakkensoort uit de familie van de Hydrobiidae. De wetenschappelijke naam van de soort is voor het eerst geldig gepubliceerd in 1913 door Gude.